# أليكس ستيل
أليكس ستيل (بالإنجليزية: Alex Steel)‏ (25 يوليو 1886 في المملكة المتحدة - 1954) هو لاعب كرة قدم بريطاني (وحمل سابقاً جنسية المملكة المتحدة لبريطانيا العظمى وأيرلندا) في مركز نصف الجناح. لعب مع توتنهام هوتسبير ومانشستر سيتي ونادي ساوثيند يونايتد ونادي غيلينغهام ونادي كيلمارنوك ونادي آير يونايتد.